# 豊田善一
豊田 善一（とよだ ぜんいち　1924年〈大正13年〉1月2日 – 2004年〈平成16年〉11月1日）は、日本の実業家。

## 概要
1924年、出生。明治大学卒業後、野村證券に入社し、田淵節也会長と2人3脚で事業法人を立ち上げるなどして、ガリバーと言われた野村證券を築き上げた。
野村證券の副社長時代には、次期社長と思われたが、大蔵省から反対意見が入ったことなどもあり、系列の国際証券に転じ、社長、会長を歴任した。
後にKOBE証券会長も務めるなど、常に証券営業のトップで活躍し、証券業界を代表する人物の一人とも言われた。
1988年、藍綬褒章を受章。
2004年11月1日、肺炎のため死去。80歳没。